# 童貞瑪加利大

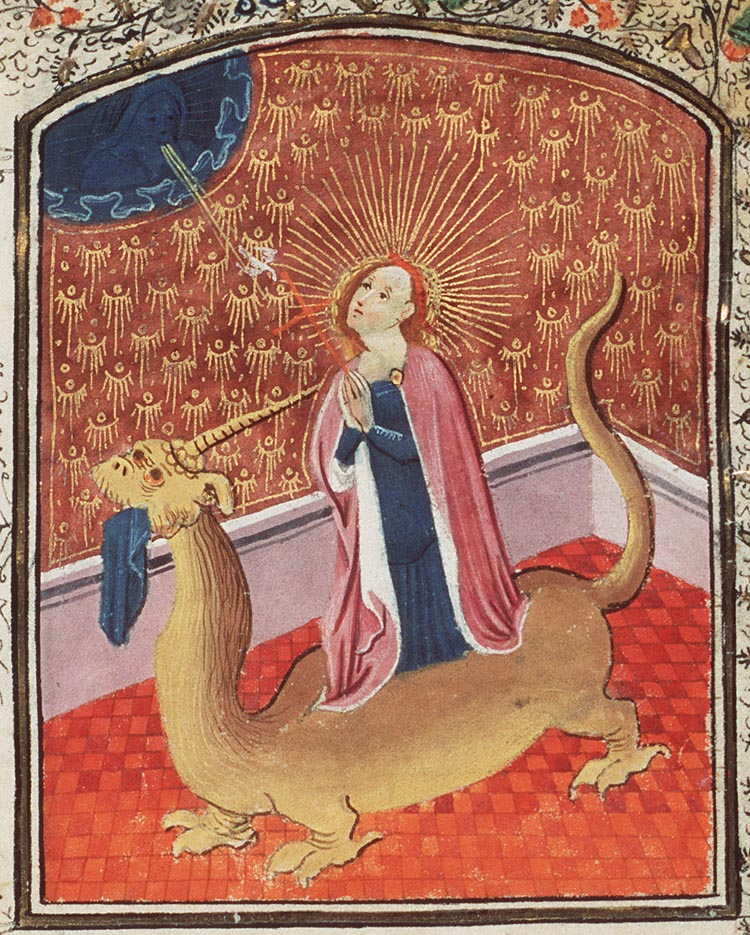

童貞瑪加利大（拉丁語：Virgo Margareta），在西歐又稱安條克的瑪格麗特 (英語：Margaret of Antioch)或聖瑪格麗特 (Saint Margaret)，在東歐被稱作烈女聖瑪麗娜 (英語：Saint Marina the Great Martyr)，基督教聖人，傳說中的處女以及烈女，天主教會和聖公宗將7月20日定為她的紀念節日，而在東正教的紀念日為7月17日。其歷史上的存在曾被羅馬教廷質疑過，並於西元494年被教宗哲拉旭一世宣布為偽聖，直到十字軍東征時西歐對其信仰才重新恢復。

## 生平
依據聖徒傳《黃金傳說》，她是小亚细亚南部安条克（天主教汉译为安提约基雅）的住民，父親是一名叫做阿賽斯的異教牧師 (pagan priest)。她的母親在生下她時過世，由一名信仰基督教的婦人在距離安提克約5~6里格 (約24~29公里) 的地方扶養長大。瑪格麗特接受基督教並將其貞潔奉獻給上帝後，其父與她斷絕關係，由其養母收養，在現今為土耳其的一鄉村牧羊。時任羅馬東方管區總督的奧利布里烏斯向她求婚，但要求她放棄基督教信仰。拒絕後，她遭受了殘酷的折磨，在此期間發生了各種奇蹟般的事件，其中一件為撒旦化身為龍吞下瑪格麗特，但她隨身攜帶的十字架刺激了龍的內臟，因此活著逃了出來。《黃金傳說》對此事件的描述為 "假的，不應當真"。其在公元304年遭到斬首。
她作為聖瑪麗娜，其形象通常被跟海洋連結在一起，而與更早的希臘神話女神阿芙蘿黛蒂重疊。

## 崇敬
東正教會將瑪格麗特稱為聖瑪麗娜，並於7月17日定為紀念節日。她被認定為聖佩拉吉亞，因為拉丁語中“瑪麗娜”相當於希臘語“佩拉吉亞”。目前沒有歷史文件可以證實聖瑪格麗特與聖佩拉吉亞是不同人。
崇敬聖瑪格麗特在英國非常普遍，倫敦英國議會大廈的教區裡，有超過250個教堂以她為名，最著名的是西敏聖瑪格麗特教堂。有些人認為她是懷孕的守護神。在藝術中，她的形象通常是從龍身體中逃脫或站立在龍之上。
瑪格麗特被羅馬天主教會認定為聖人，在聖人曆中的日期為7月20日。她曾在十二至二十世紀被列入羅馬禮紀念的名單之中，但後來因她神話般不可信的故事而被移除。瑪加利大是羅馬天主教的十四救難聖人之一，也是聖女貞德宣稱曾看過的聖人之一。